# Dermoergasilus semiamplectens
Dermoergasilus semiamplectens is een eenoogkreeftjessoort uit de familie van de Ergasilidae. De wetenschappelijke naam van de soort is voor het eerst geldig gepubliceerd in 2001 door El Rashidy & Boxshall.